# ريك كيسيل
ريك كيسيل هو لاعب هوكي الجليد كندي، ولد في 27 يوليو 1949 في تورونتو في كندا.

## وصلات خارجية
- ريك كيسيل على موقع دوري الهوكي الوطني (الإنجليزية)
- ريك كيسيل على موقع قاعة مشاهير الهوكي (لاعب أن.إتش.أل) (الإنجليزية)
- ريك كيسيل على موقع EliteProspects.com (الإنجليزية)
- ريك كيسيل على موقع HockeyDB.com (الإنجليزية)
- ريك كيسيل على موقع Hockey-Reference.com (الإنجليزية)